# Matacán (arquitectura)

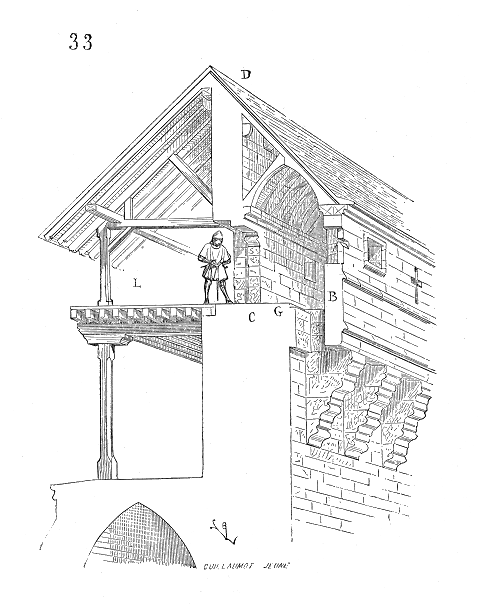
Sección de un matacán, en el cual se puede apreciar detalladamente su diseño.

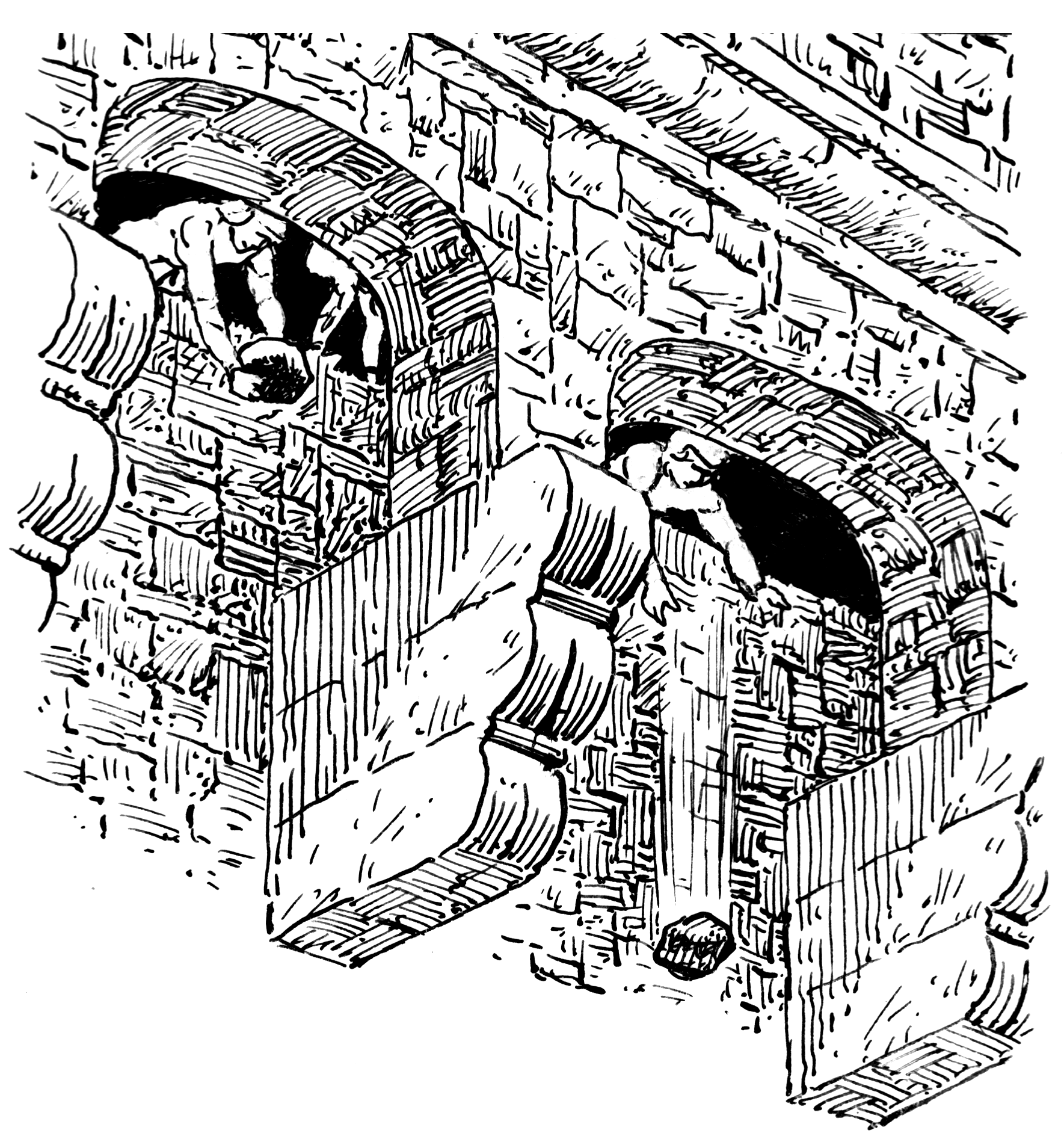
Lanzamiento de proyectiles de los defensores desde los matacanes.

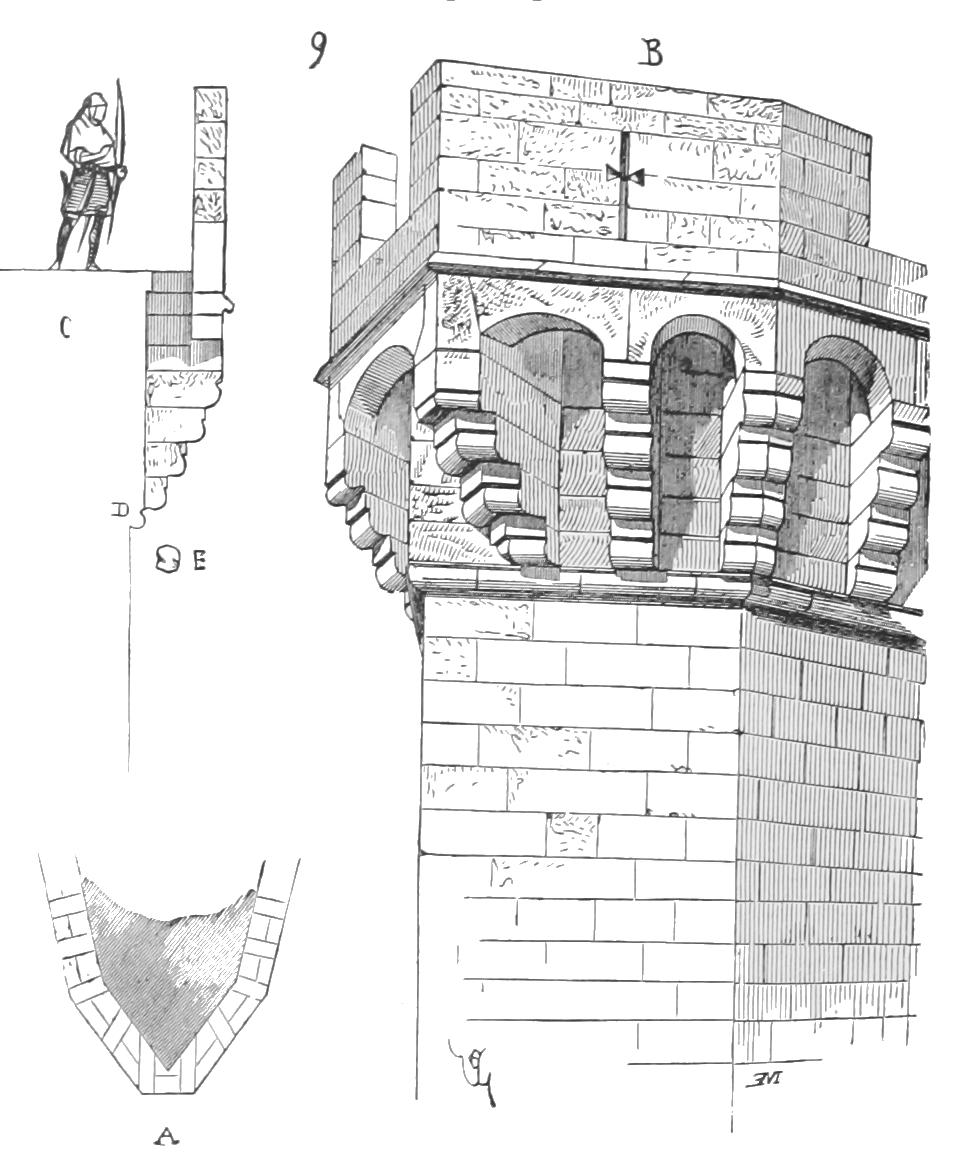
Ilustración de los matacanes según Viollet-le-Duc.

Un matacán es una caja de obra, maciza, cubierta y volada, o bien una galería que forma un voladizo continuo a lo largo de la coronación de una fortificación (torre, cortina, muralla, etc.) y en el que el piso en vuelo, perforado, permite el lanzamiento de proyectiles verticalmente para proteger ciertas áreas vulnerables, como el pie de las murallas. Utilizados durante un asedio o asalto, eran un lugar seguro desde el cual los defensores podían mirar y arrojar piedras, materiales ardientes y otros tipos de proyectiles sobre el enemigo a través de los orificios.

## Descripción
Su diseño fue desarrollado durante la Edad Media y representó una evolución importante en la defensa, puesto que permitía cubrir la base misma de los muros.
Los primeros matacanes estaban hechos de madera (cadalsos) y eran, por lo general, construcciones provisionales, que se colocaban en caso de que se fuera a ser asediado por algún enemigo. A menudo, eran incendiados por los sitiadores y no fue, sino hasta fines del siglo XIII, cuando fue sustituido ese material por la piedra.
Por lo general toma la forma de elemento aislado parecido a un balcón a veces situado a media altura de la fábrica del elemento defensivo. Asociado a un punto débil de la fortaleza, normalmente una puerta, sobre la que se sitúa en el eje vertical para permitir el ataque sobre los asaltantes cuando estos intentaban forzarla. Generalmente asocia la posibilidad del lanzamiento en vertical con el lanzamiento de flechas con arco o de virotes de ballesta o incluso de pequeñas armas de fuego. Por ello en el alzado del muro se presenta variedad de perforaciones para este fin. A menudo reciben un tratamiento decorativo ya sea en los propios canes ya en la factura de los muretes o de los merlones, a veces incorporando elementos heráldicos o inscripciones representativas. En otros casos se extienden a áreas más extensas en la coronación de cortinas o más típicamente en la de torres donde a menudo toman la forma de balconcillos en el centro de los paños o en las esquinas a veces sobre torrecillas redondas.
En los castillos españoles del siglo XV se usa con asiduidad generalmente con carácter defensivo-decorativo. En el siglo XVI se continúa usando con fines fundamentalmente emblemáticos. 

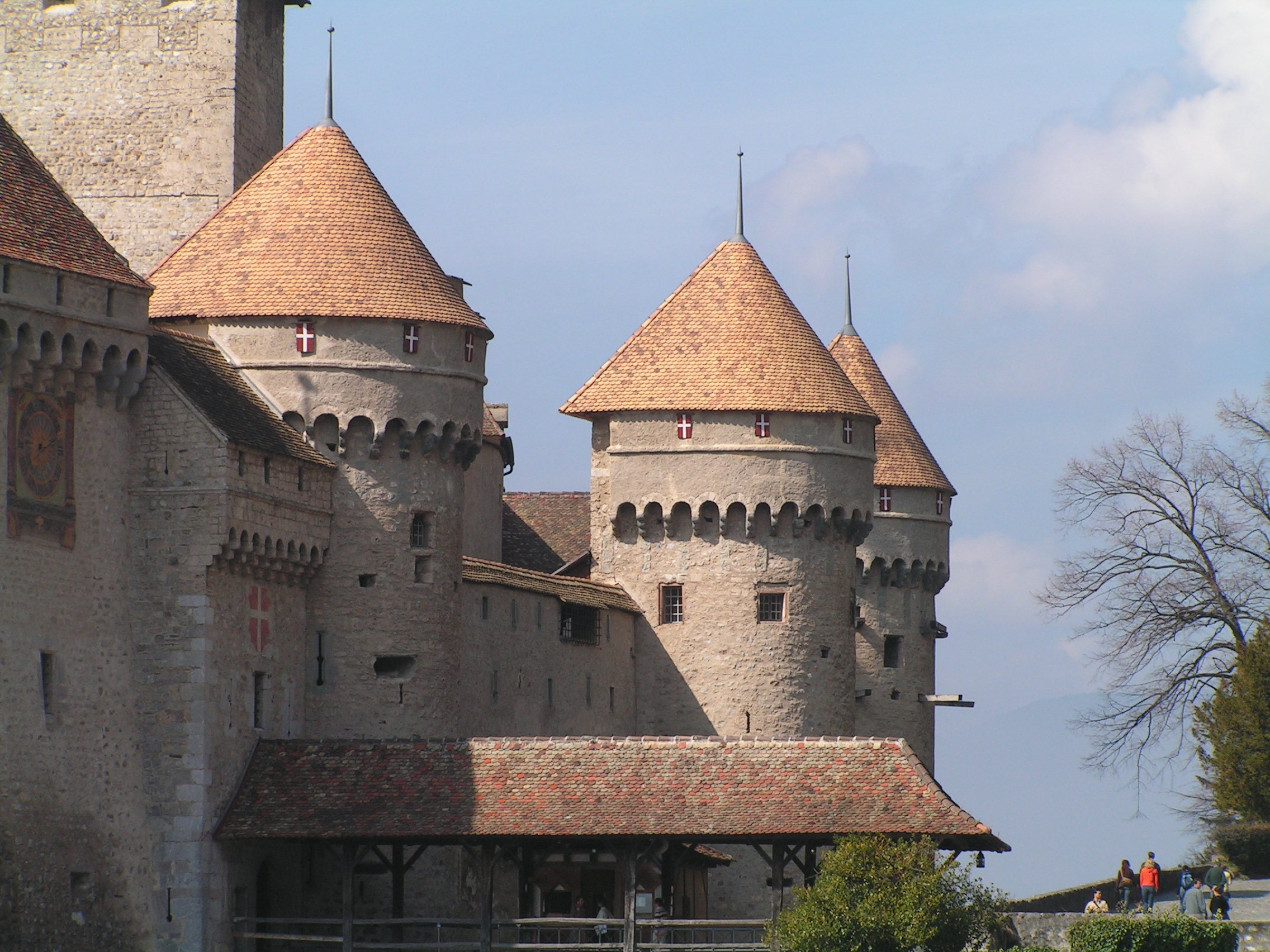
Torres provistas con matacanes en el castillo de Chillon en Suiza.
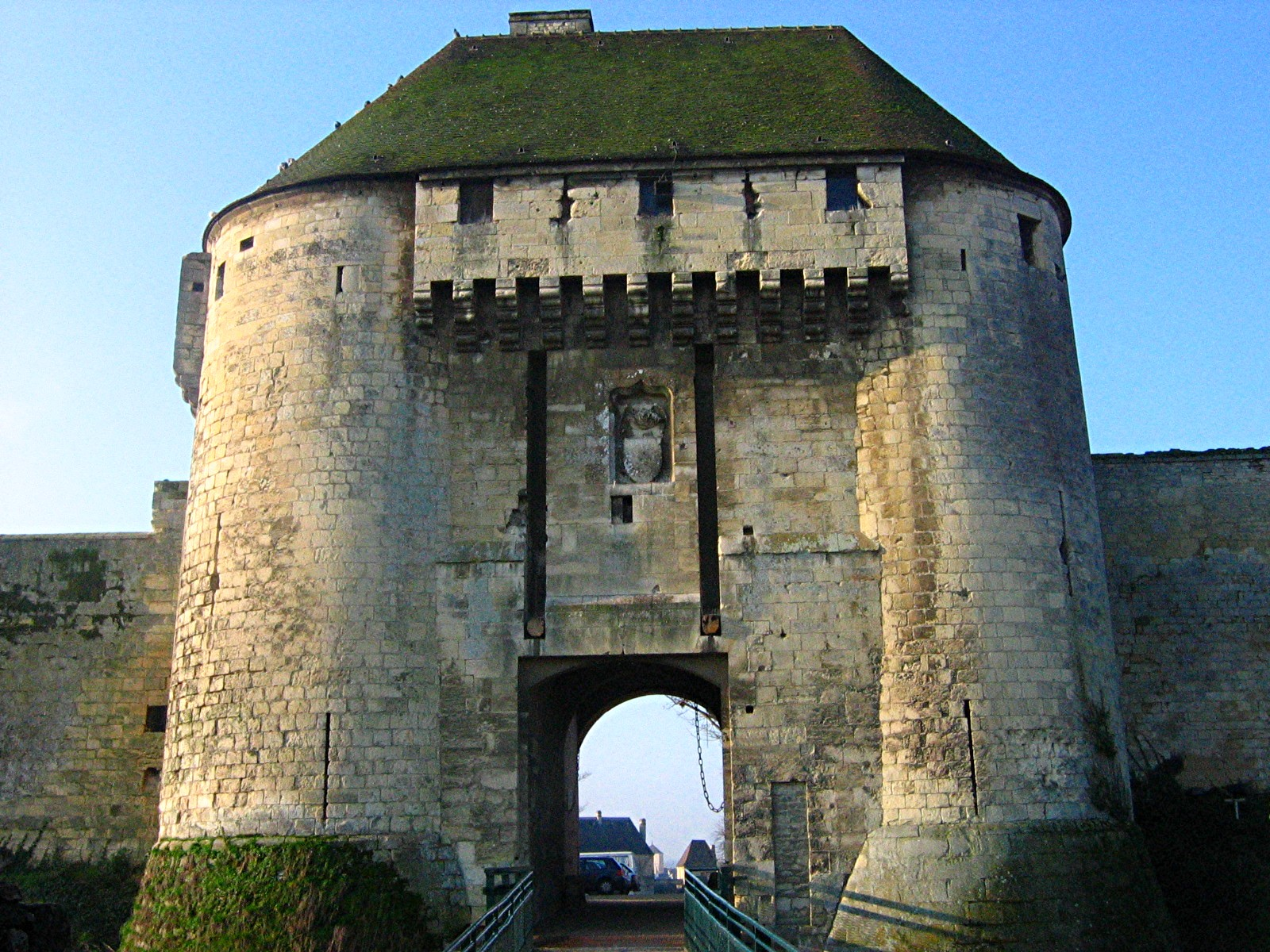
Matacanes sobre la puerta del castillo de Caen.
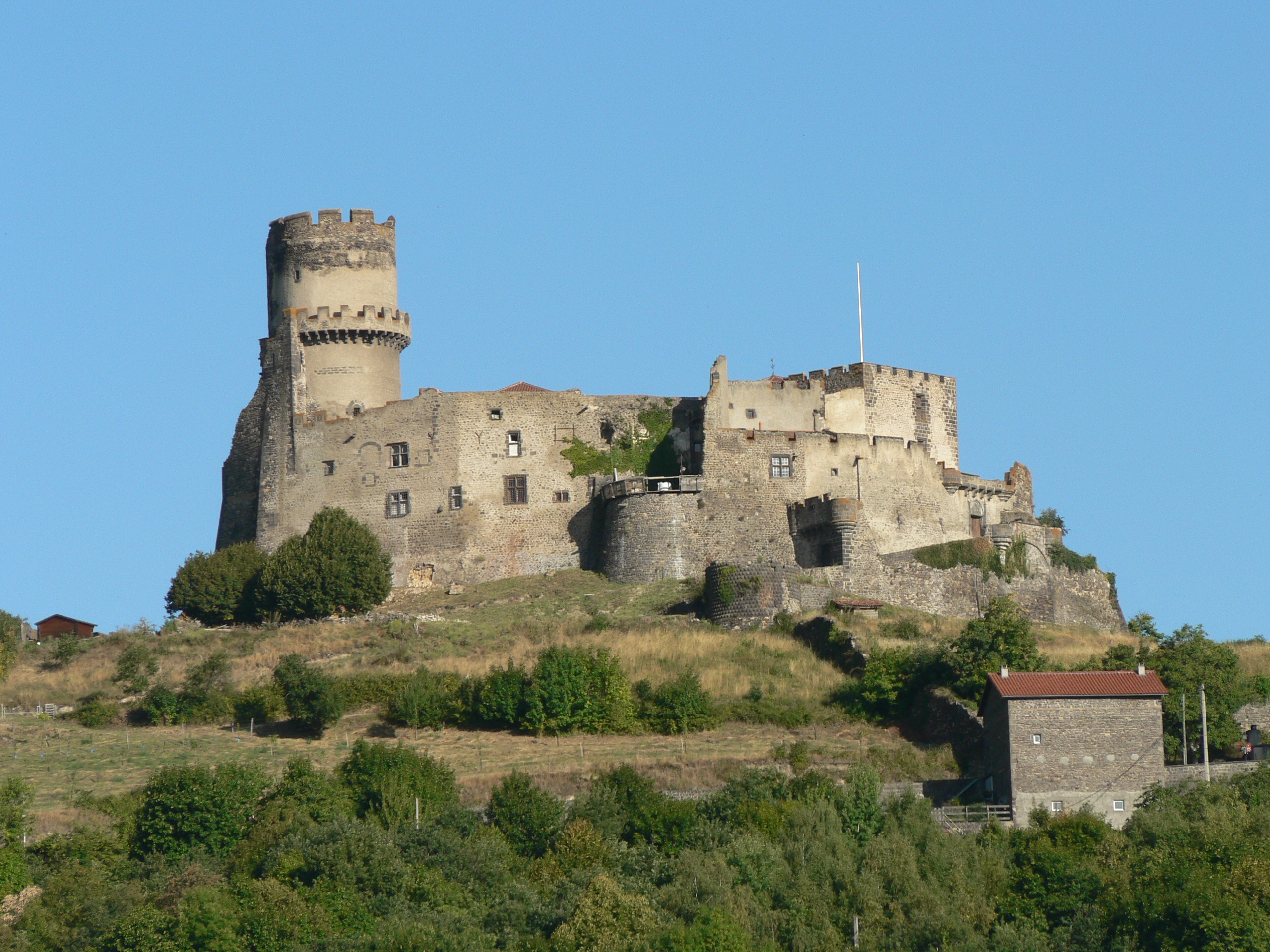
Donjon del castillo de Tournoël, caso raro de matacanes en posición no dominante.
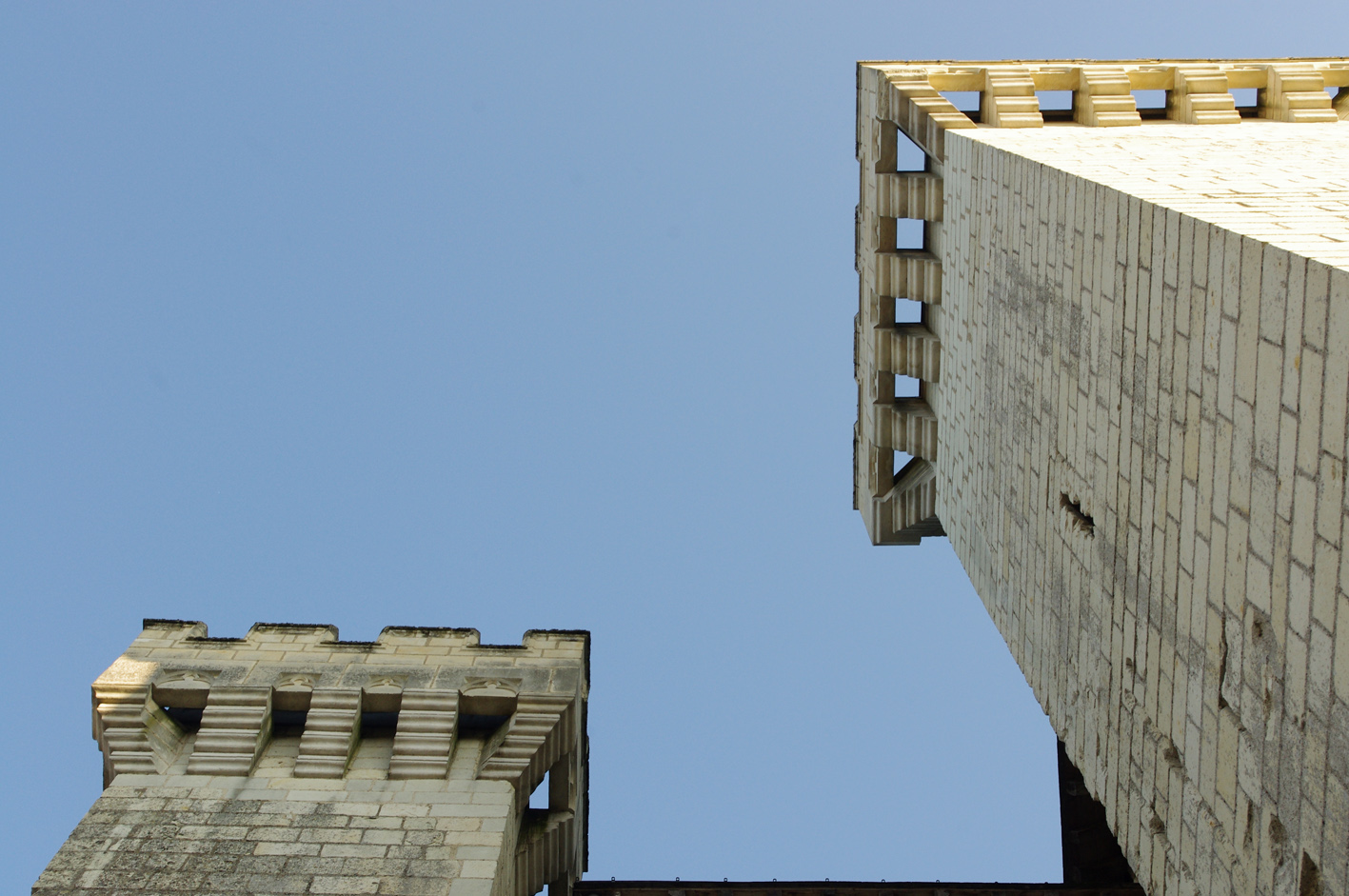
Matacanes del siglo XV de la colegiata de Candes-Saint-Martin, en Indre-et-Loire.
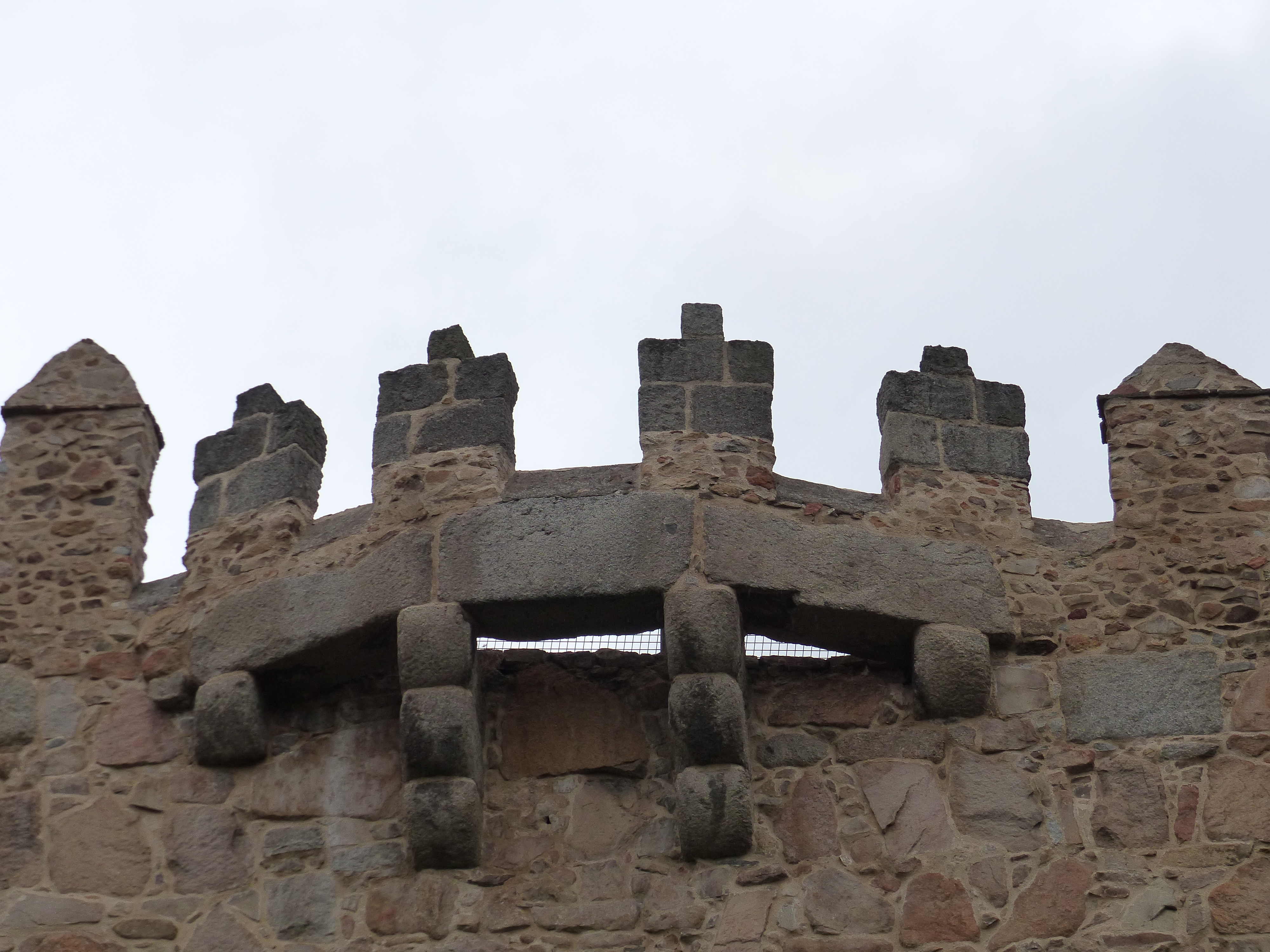
Matacán en la muralla de Ávila.

## Tipologías
Hay dos tipos fundamentales:
- Matacán aislado o en caja.

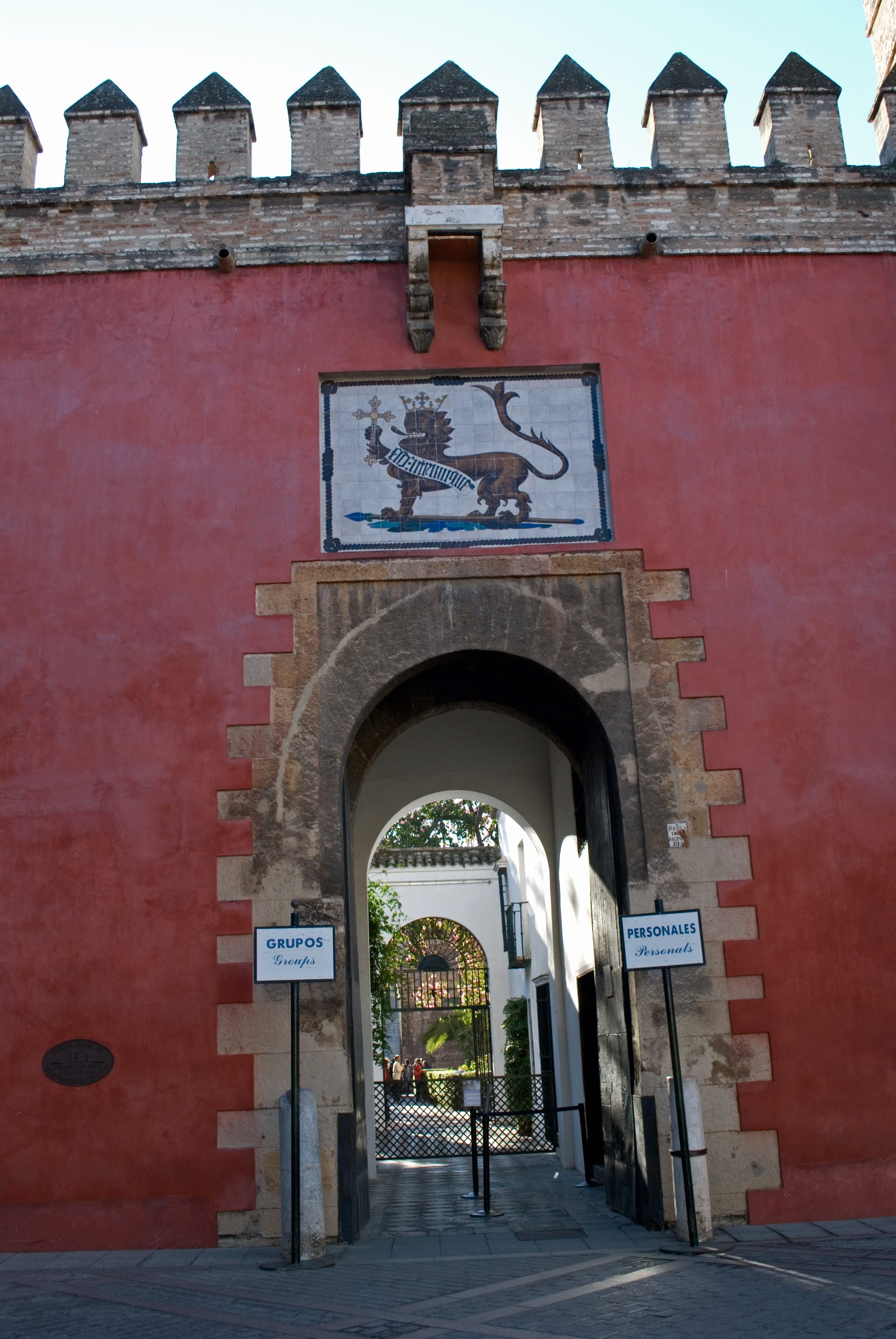
Matacán sobre la Puerta del león, en el Alcázar de Sevilla.
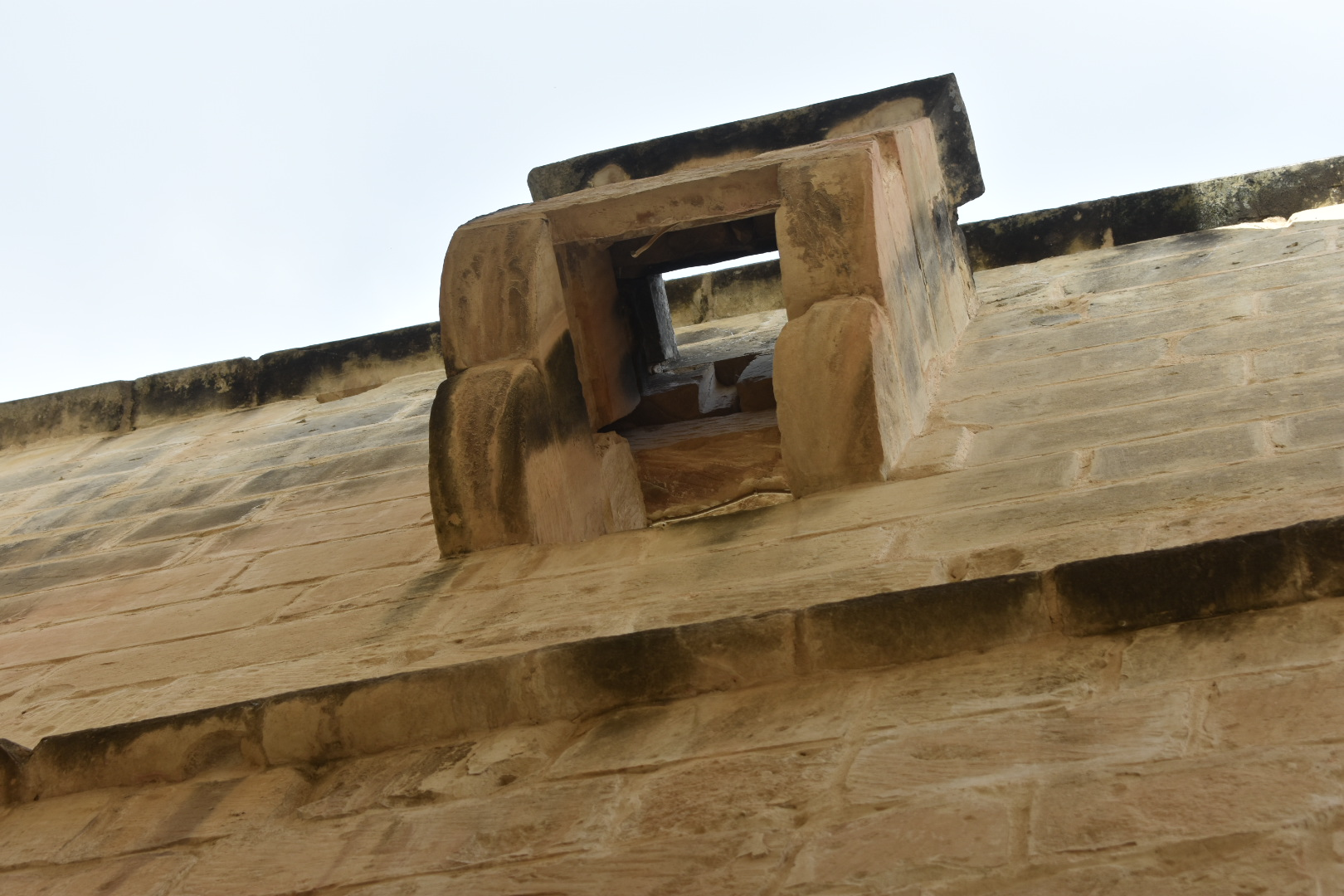
Una caja-matacán de la torre Tal-Wejter, en Birkirkara, Malta.
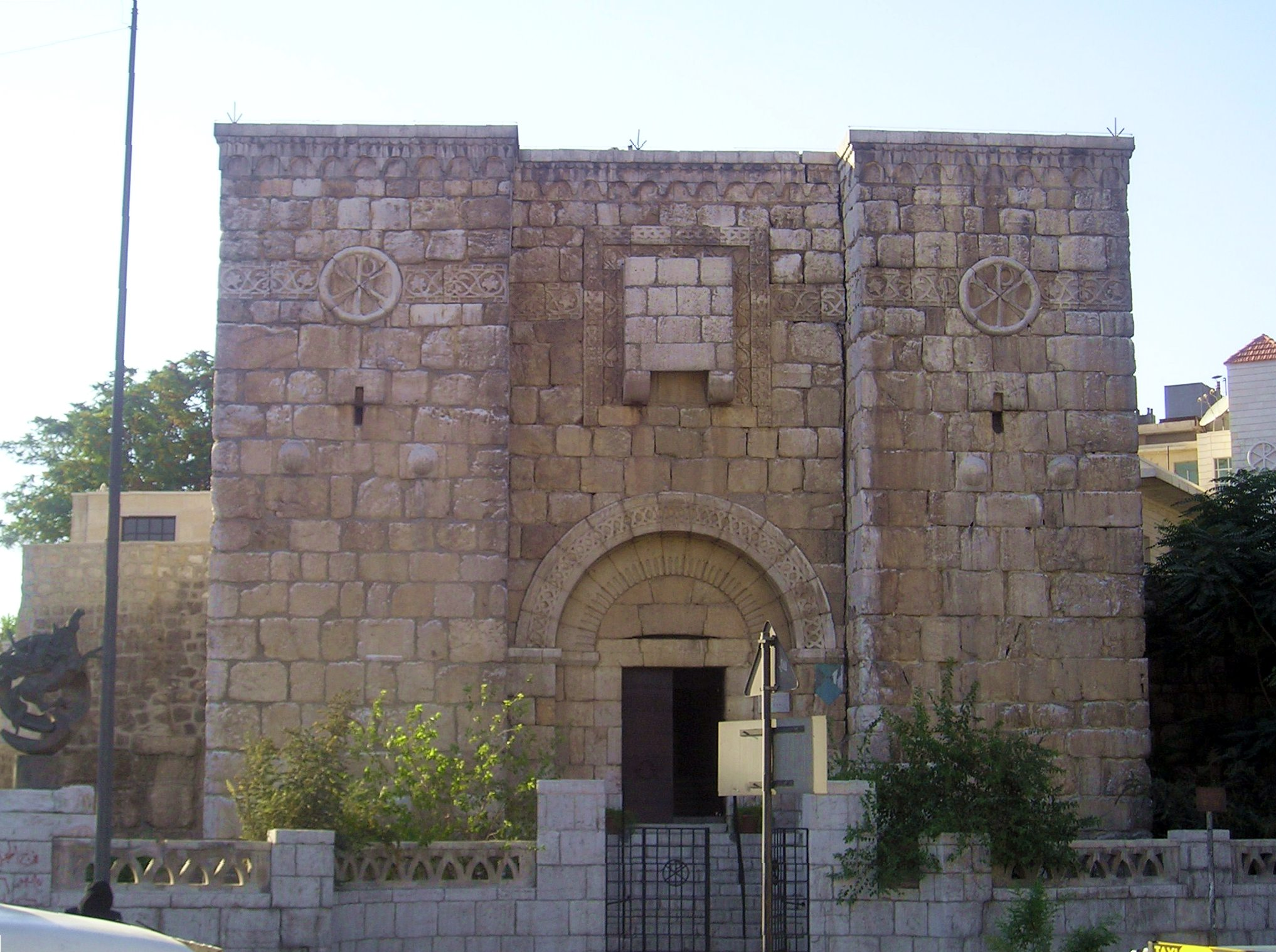
Bab Kisan (puerta Kisan), ahora la fachada de la Chapel of Saint Paul en Damasco, con una caja-matacán sobre la entrada principal.

- Matacanes en galería corrida, de tres clases:

Se distinguen tres tipos
- matacanes sobre contrafuertes, también llamados  matacanes sobre arcos: este tipo de matacanes que entrega sus cargas sobre los pies derechos de arcos comprimidos que se apoyan en los contrafuertes, se encuentran principalmente en el sur de Francia. Fueron utilizados tanto en la construcción castral como en las iglesias fortificadas románicas. Aparecieron, en el estado actual de nuestros conocimientos, en la segunda mitad del siglo XII (catedral fortificada de Agde desde 1173, torre principal de  Niort, de Château-Gaillard)  y se prolongaron hasta el siglo XIV;

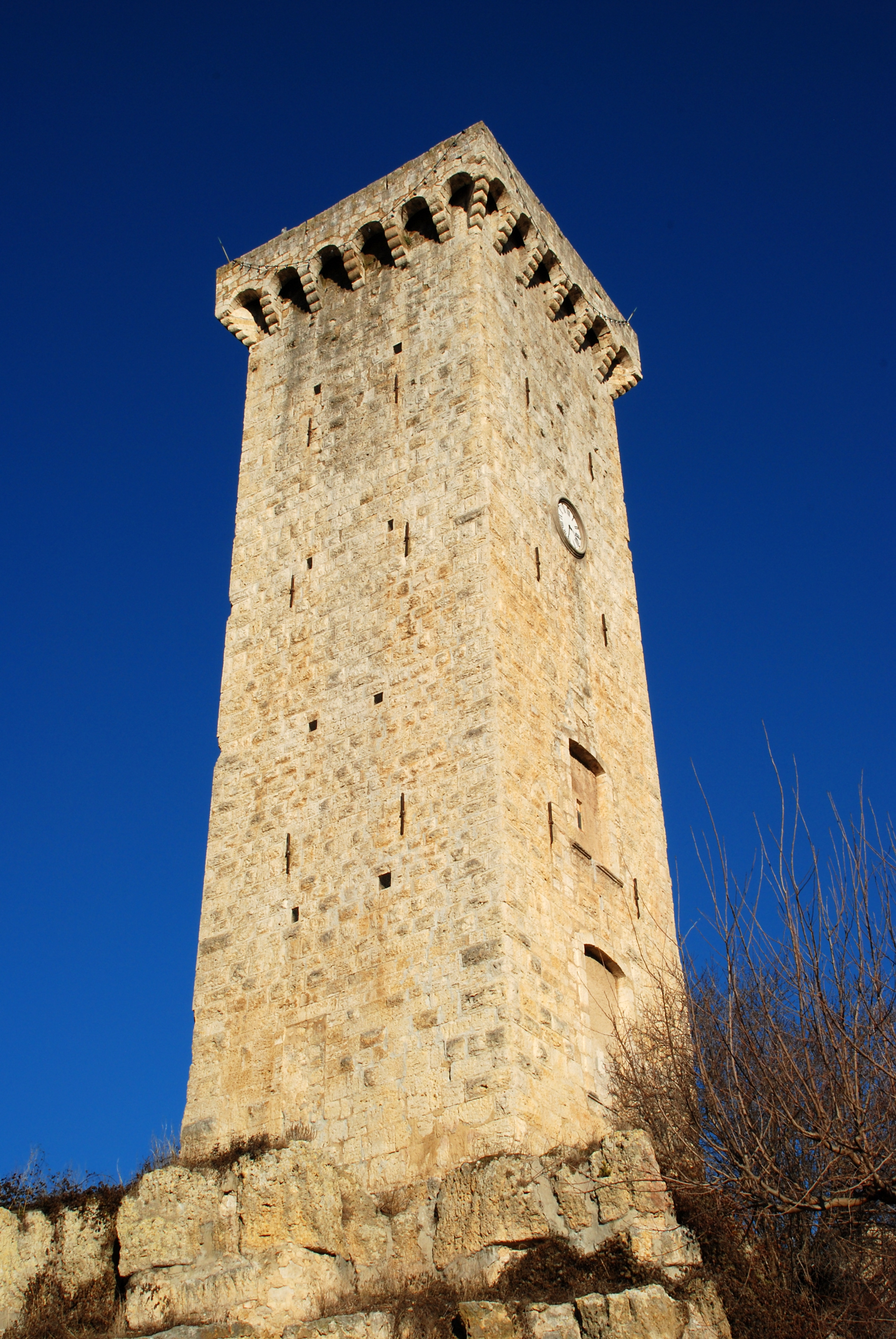
Matacanes sobre arcos descansando sobre ménsulas en cuartos de círculo superpuestos en quincunce.
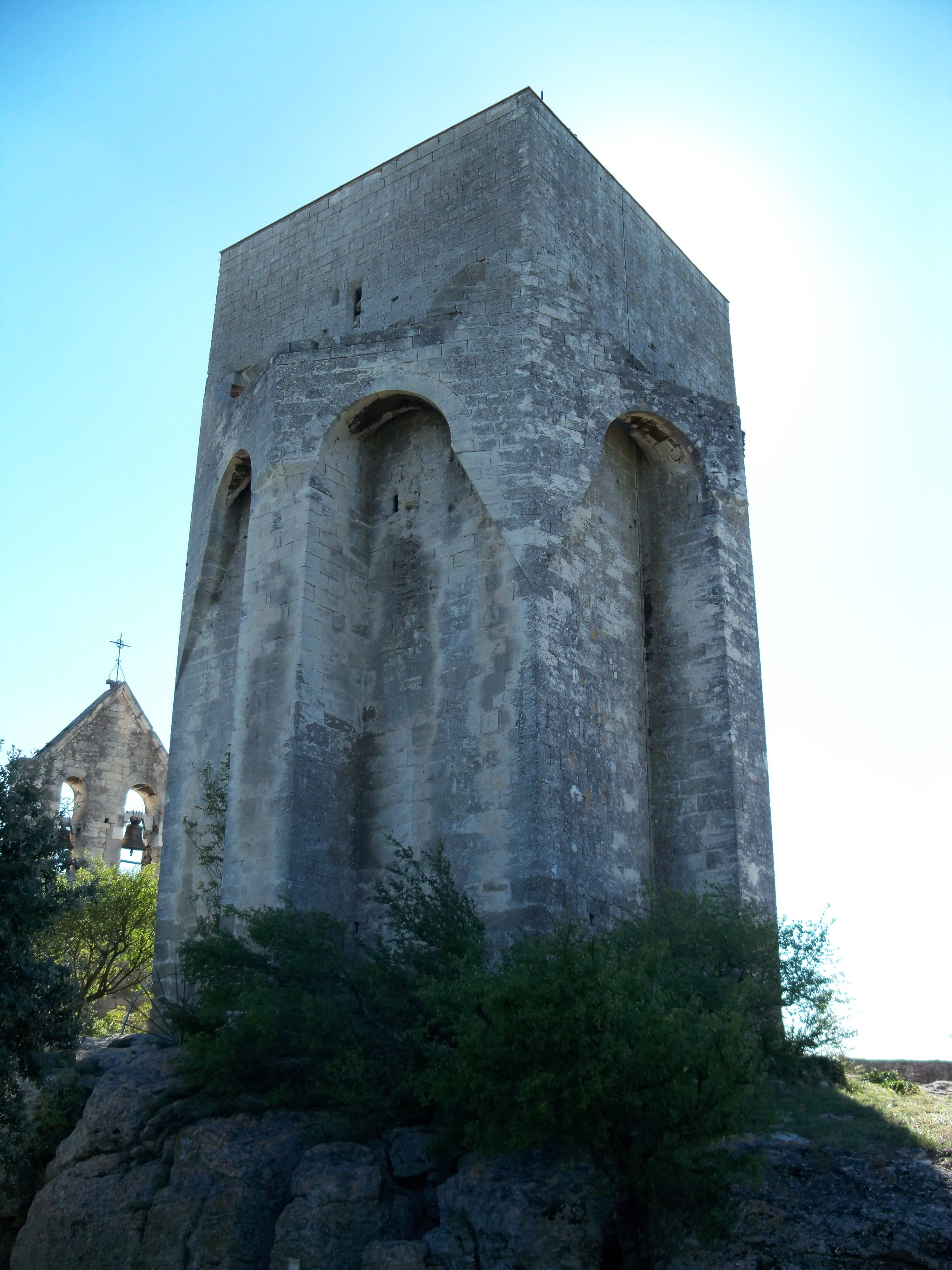
Matacanes sobre arcos comprimidos entre contrafuertes medianos,[4] torre maestra de Clansayes.
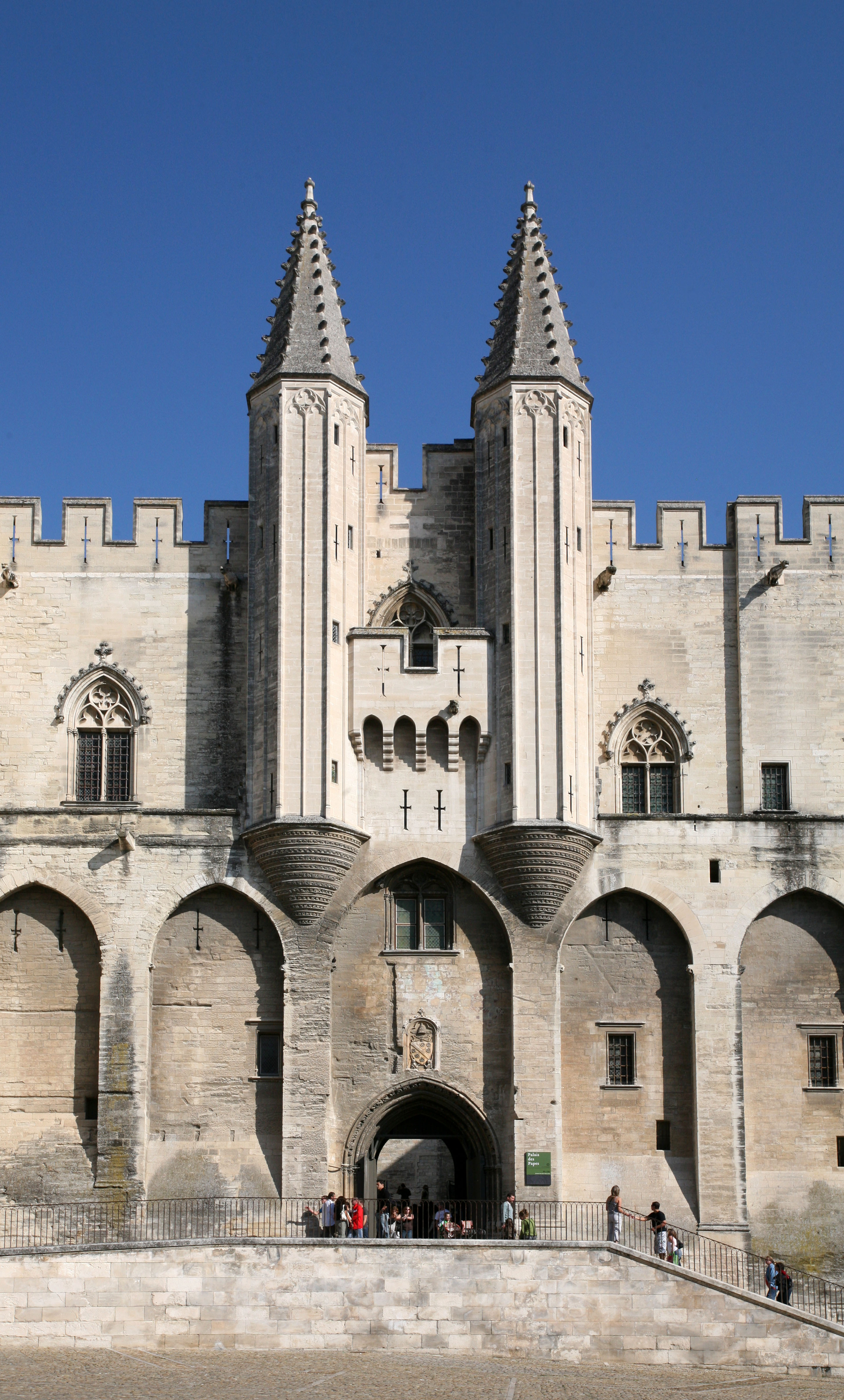
Matacanes sobre arcos en un papel más estético (nótese la verticalidad) que defensivo Palacio papal de Aviñón.

.

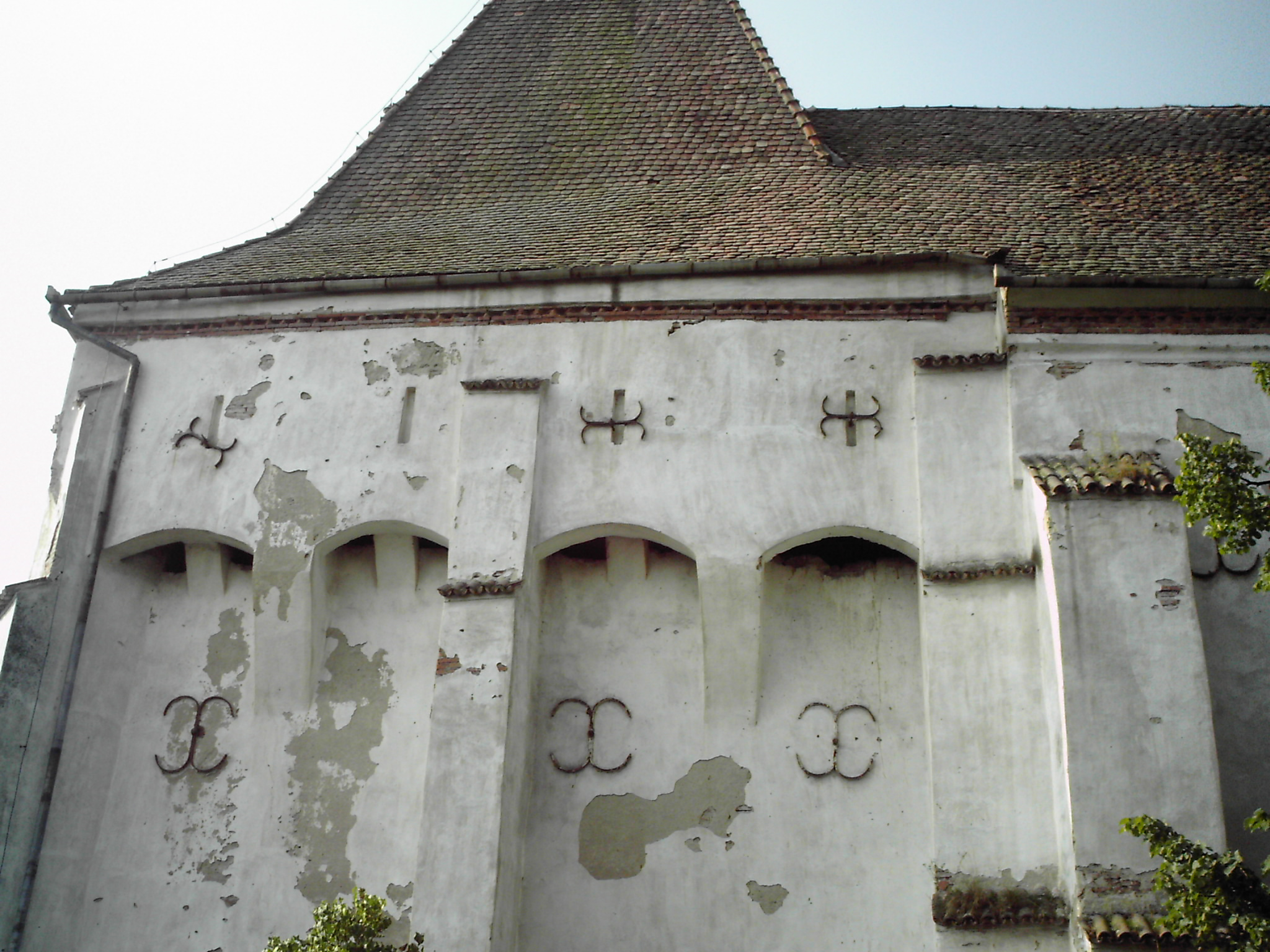
Matacanes alternados en la iglesia fortificada en Boian

- matacanes alternados (en arcos sobre ménsulas y contrafuertes alternados) variante del tipo anterior, que descansa sobre ménsulas dispuestas entre dos contrafuertes o arbotantes cuando estos están demasiado separados, haciendo el vano demasiado importante. Empleados a principios del siglo XIII, en edificios dotados de contrafuertes pero sin flanqueo vertical (edificio de los «Mâchicoulis» [Matacanes] de Le Puy-en-Velay, église de Notre-Dame-de-la-Mer), este dispositivo corresponde a replanteamientos a posteriori;

- matacanes sobre ménsulas: que no es ni más ni menos que un camino de ronda dispuesto en el exterior sobre ménsulas. Este tipo apareció a finales del siglo XIII, y su uso se generalizó después de 1350, ya sea en edificios nuevos o en dotar a los antiguos. El cubrimiento de los huecos  entre las ménsulas está dispuesto en arcos o en dinteles a veces decorados (trilobulado, arcos conopiales). Hay variaciones regionales en Francia: matacanes bretones (ménsula en pirámides invertidas constituidas generalmente de cuartos de círculo superpuestos), matacanes provenzales (largas ménsulas estilizadas de cinco hiladas de piedra o más).

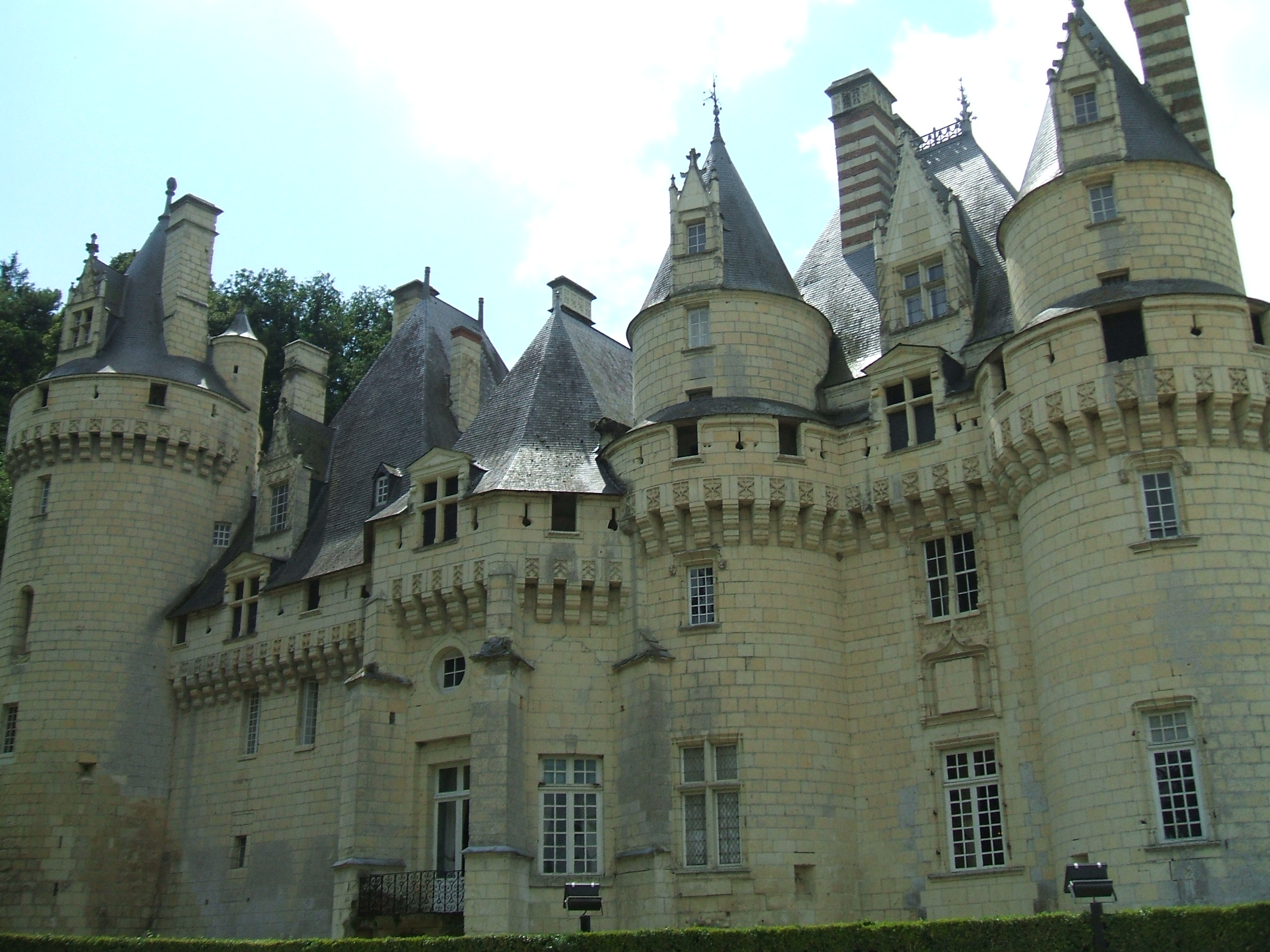
Matacanes sobre ménsulas molduradas con anchos arcos conopiales y cuartos de círculo que se desarrollan sobre un triple resalte.
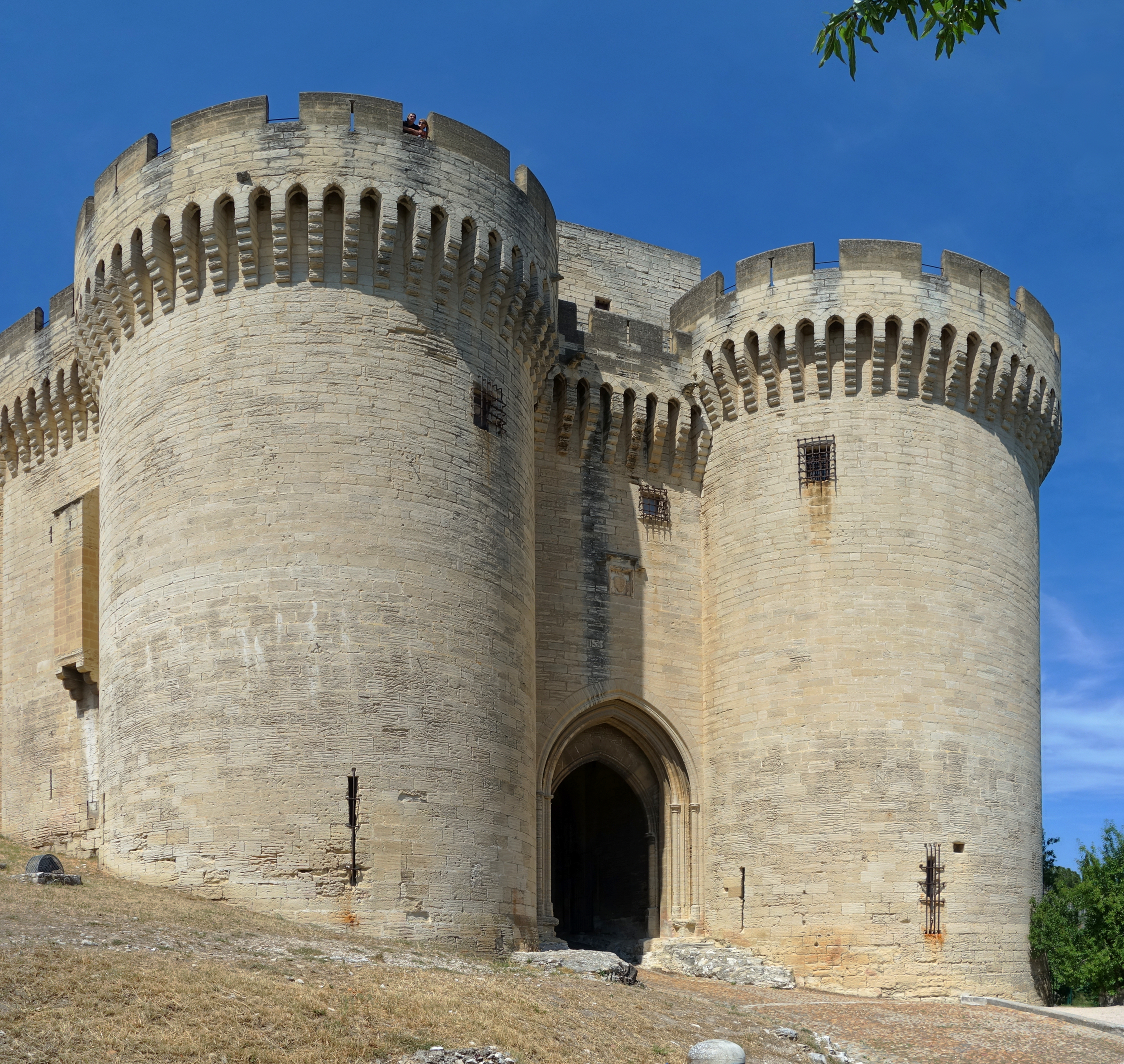
Matacanes sobre ménsulas de gran anchura, fort Saint-André.
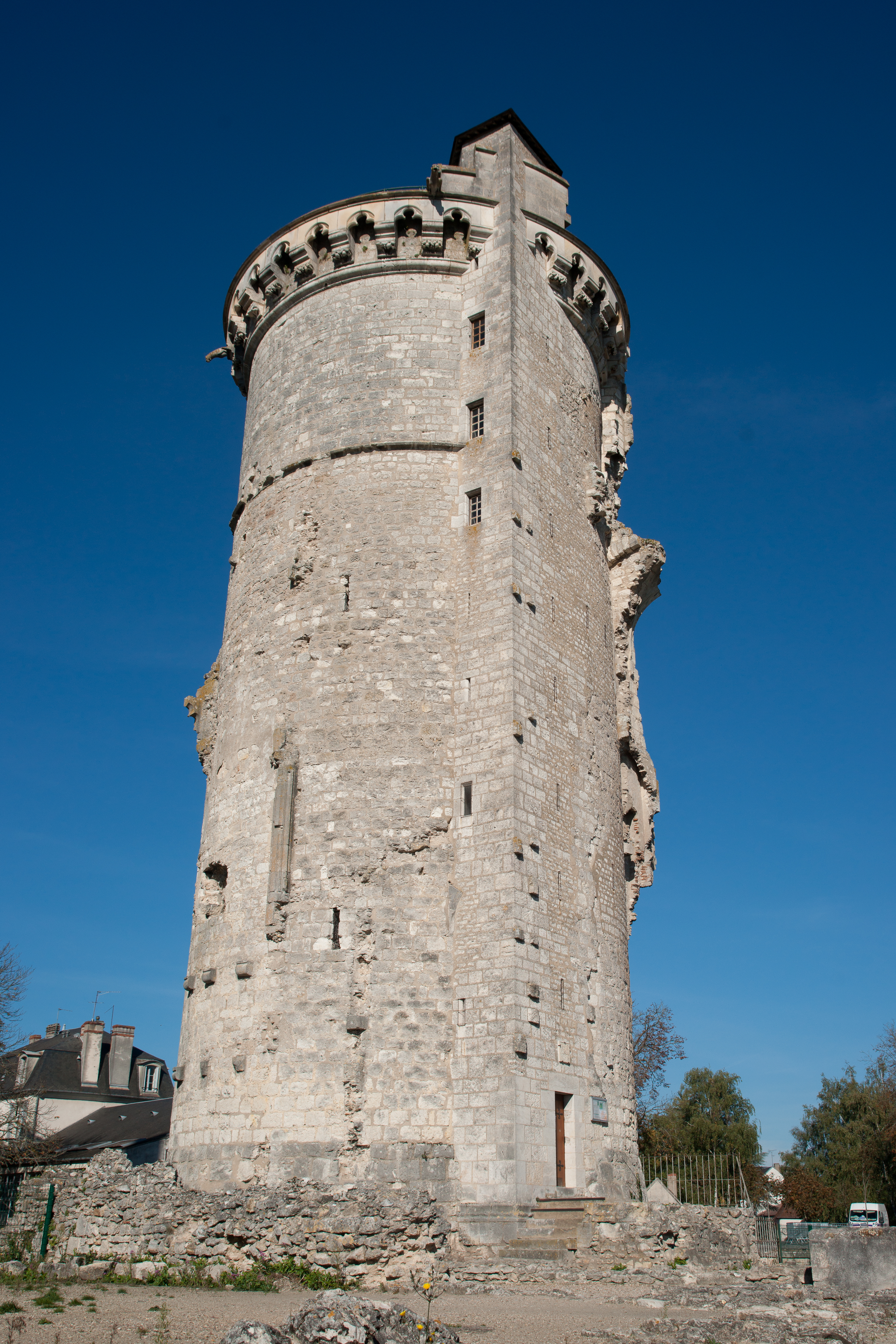
Matacanes con dinteles sobre ménsulas, decorados de trilobulados agujereados, donjon del château de Mehun-sur-Yèvre.
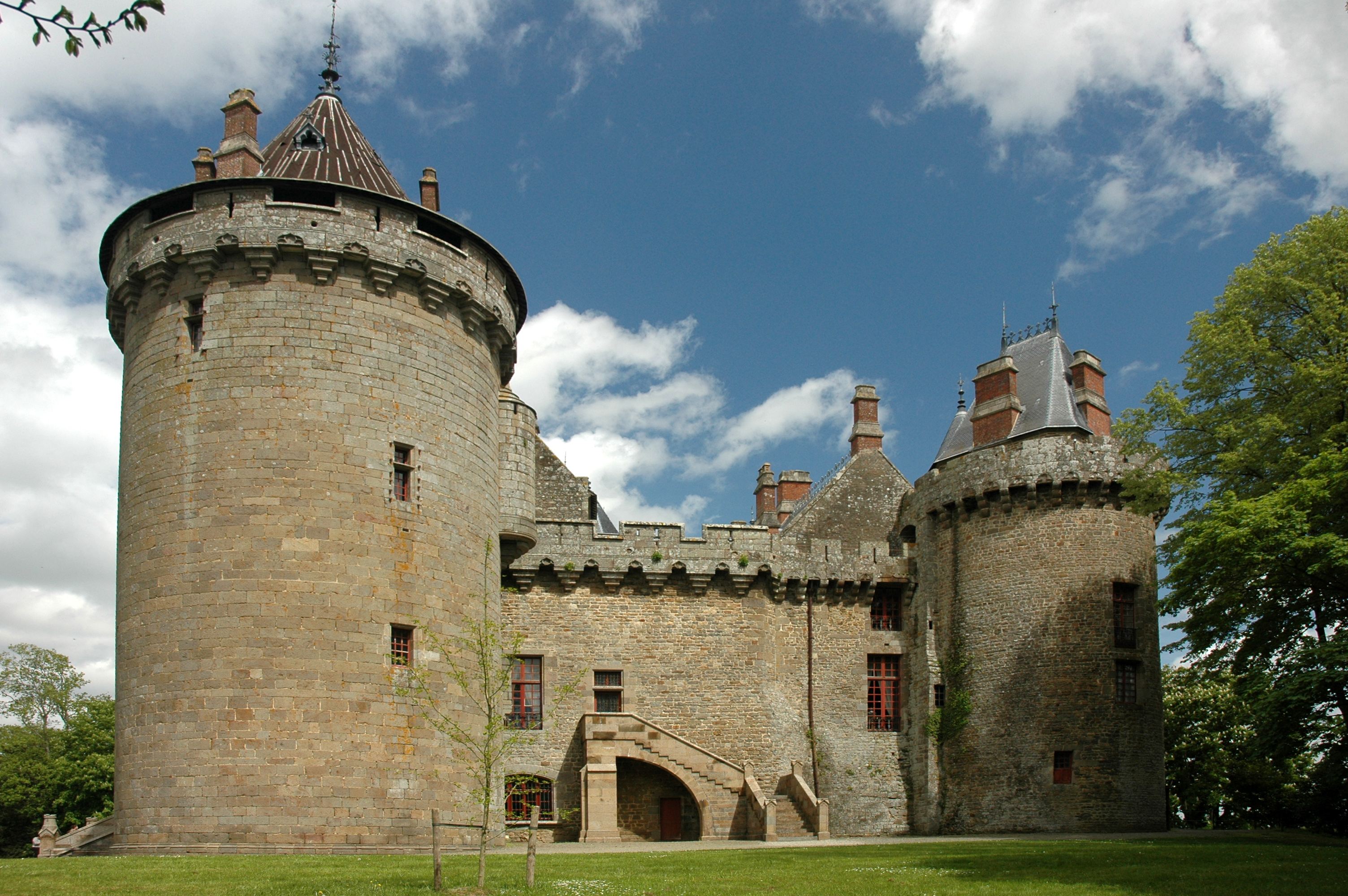
Matacanes bretones con dinteles sobre ménsulas fuertemente molduradas, decoradas con trilobulados délardés en un arco apuntado casi conopial, château de Combourg.
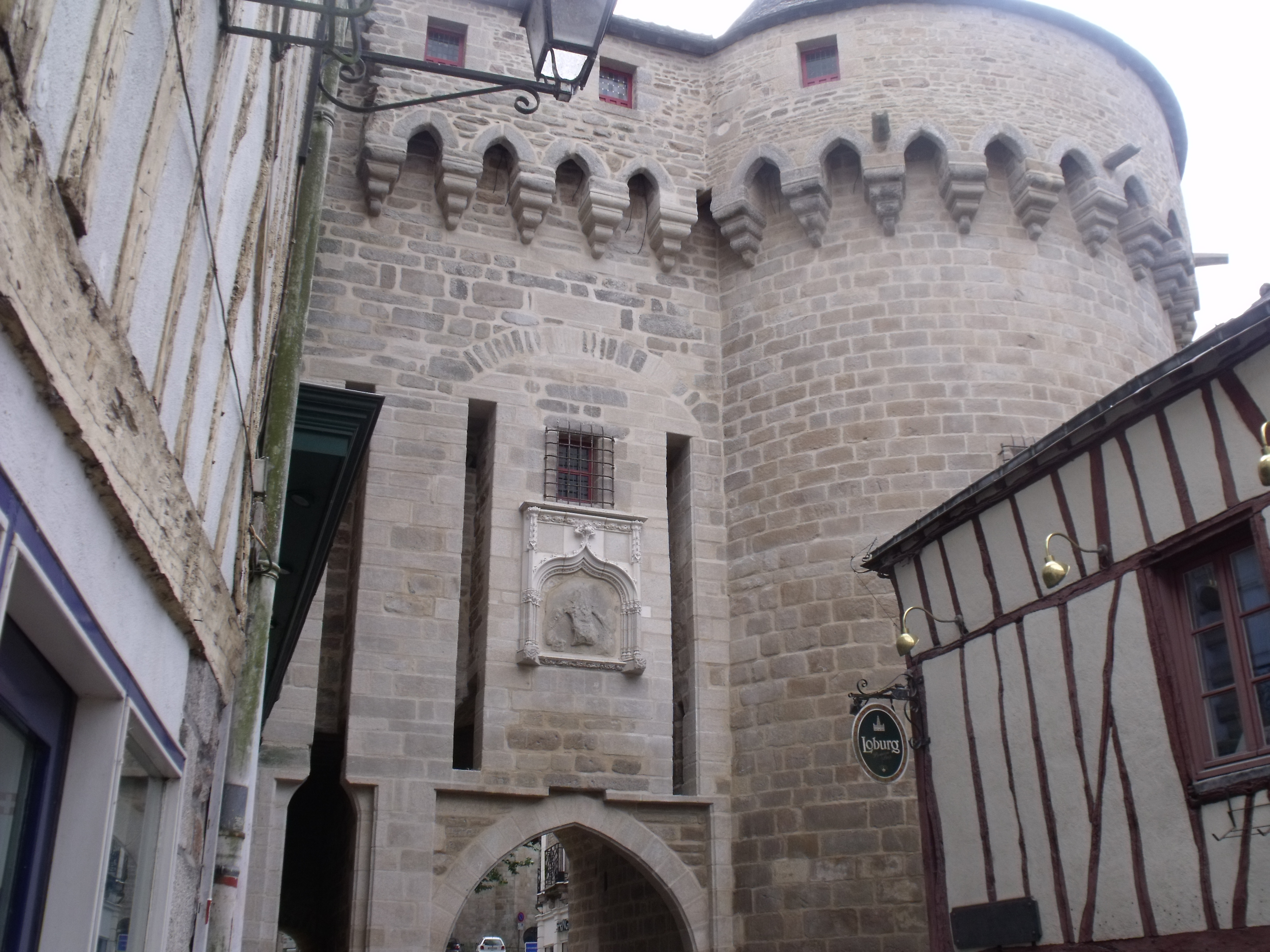
Coronamiento de matacanes bretones en arcos sobre ménsulas, puerta Prisión de Vannes.